# Yann Danis
Pour les articles homonymes, voir Danis.
 Yann Danis (né le 21 juin 1981 à Lafontaine dans la province de Québec au Canada) est un joueur professionnel canadien de hockey sur glace. Il évolue au poste de gardien de but.

## Carrière de joueur
De 2000 à 2004, il débute avec les Bears de Brown de l'Université Brown dans la NCAA. N'ayant pas été repêché par une formation, il signe un contrat comme joueur autonome avec les Canadiens de Montréal en 2004. Il entame sa première saison dans la Ligue nationale de hockey le 12 octobre 2005 en réalisant un blanchissage face aux Thrashers d'Atlanta. Ne parvenant pas à s'imposer, il est assigné aux Bulldogs de Hamilton, club-école des Canadiens dans la LAH. Il remporte la Coupe Calder 2007.
Considéré comme troisième gardien des Canadiens en 2008, il décide de quitter l'organisation et de tester le marché des agents libres.
Le 2 juillet 2008, il signe un contrat avec les Islanders de New York. Yann Danis amorce la saison 2008-2009 dans la LAH avec les Sound Tigers de Bridgeport, club-école des Islanders. Il est cependant rappelé par les Islanders car le gardien numéro 1, Rick DiPietro se blesse pour toute la saison. Il partage alors le travail avec Joey MacDonald devant le filet.
Le 10 juillet 2009, il signe un contrat d'un an avec les Devils du New Jersey d'une valeur de 550 000 dollars et devient la doublure de Martin Brodeur.
En 2010-2011, il signe à l'Amour Khabarovsk dans la Ligue continentale de hockey.
Le 4 juillet 2011, il s'entend avec les Oilers d'Edmonton. Il est laissé à disposition des Barons d'Oklahoma City dans la LAH.
Le 5 juillet 2013, il signe un contrat à deux volets avec les Flyers de Philadelphie pour une durée d'un an. Il est assigné aux Phantoms de l'Adirondack où il partage la majeure partie de son temps de jeu avec Cal Heeter.
Le 11 février 2018, il annonce sa retraite .

## Statistiques
Les significations des abréviations sont consultables sur l'article consacré aux statistiques du hockey sur glace.
| Saison     | Équipe                     | Ligue      |    | Saison régulière | Saison régulière | Saison régulière | Saison régulière | Saison régulière | Saison régulière | Saison régulière | Saison régulière | Saison régulière | Saison régulière |    | Séries éliminatoires | Séries éliminatoires | Séries éliminatoires | Séries éliminatoires | Séries éliminatoires | Séries éliminatoires | Séries éliminatoires | Séries éliminatoires | Séries éliminatoires |
| Saison     | Équipe                     | Ligue      | PJ | V                | D                | Pr/N             | Min              | BC               | Moy              | % Arr            | Bl               | Pun              | PJ               | V  | D                    | Min                  | BC                   | Moy                  | % Arr                | Bl                   | Pun                  |                      |                      |
| 1996-1997  | Polyvalente Saint-Jérôme   | CAHS       |    |                  |                  |                  |                  |                  |                  |                  |                  |                  | -                | -  | -                    | -                    | -                    | -                    | -                    | -                    | -                    |                      |                      |
| 1997-1998  | Polyvalente Saint-Jérôme   | CAHS       |    |                  |                  |                  |                  |                  |                  |                  |                  |                  | -                | -  | -                    | -                    | -                    | -                    | -                    | -                    | -                    |                      |                      |
| 1997-1998  | Forestiers d'Amos          | LHMAAAQ    | 2  |                  |                  |                  |                  |                  | 0,83             |                  |                  |                  | 2                |    |                      |                      |                      | 4,64                 |                      |                      |                      |                      |                      |
| 1998-1999  | Panthères de Saint-Jérôme  | LHJAAAQ    |    |                  |                  |                  |                  |                  |                  |                  |                  |                  | -                | -  | -                    | -                    | -                    | -                    | -                    | -                    | -                    |                      |                      |
| 1999-2000  | Panthères de Saint-Jérôme  | LHJAAAQ    |    |                  |                  |                  |                  |                  |                  |                  |                  |                  | -                | -  | -                    | -                    | -                    | -                    | -                    | -                    | -                    |                      |                      |
| 1999-2000  | Colts de Cornwall          | LCHJA      | 26 |                  |                  |                  |                  |                  | 3,12             |                  |                  |                  |                  |    |                      |                      |                      |                      |                      |                      |                      |                      |                      |
| 2000-2001  | Bears de Brown             | ECAC       | 12 | 2                | 8                | 1                | 667              | 40               | 3,60             | 88,8             | 0                | 0                | -                | -  | -                    | -                    | -                    | -                    | -                    | -                    | -                    |                      |                      |
| 2001-2002  | Bears de Brown             | ECAC       | 24 | 11               | 10               | 2                | 1 451            | 45               | 1,86             | 93,8             | 3                | 0                | -                | -  | -                    | -                    | -                    | -                    | -                    | -                    | -                    |                      |                      |
| 2002-2003  | Bears de Brown             | ECAC       | 34 | 15               | 14               | 5                | 2 074            | 80               | 2,31             | 92,9             | 5                | 0                | -                | -  | -                    | -                    | -                    | -                    | -                    | -                    | -                    |                      |                      |
| 2003-2004  | Bears de Brown             | ECAC       | 30 | 15               | 11               | 4                | 1 821            | 55               | 1,81             | 94,2             | 5                | 2                | -                | -  | -                    | -                    | -                    | -                    | -                    | -                    | -                    |                      |                      |
| 2003-2004  | Bulldogs de Hamilton       | LAH        | 2  | 2                | 0                | 0                | 120              | 3                | 1,50             | 93,3             | 1                | 0                | 1                | 0  | 0                    | 12                   | 0                    | 0                    | 100                  | 0                    | 0                    |                      |                      |
| 2004-2005  | Bulldogs de Hamilton       | LAH        | 53 | 28               | 17               | 6                | 3 075            | 120              | 2,34             | 92,4             | 5                | 2                | 4                | 0  | 4                    | 237                  | 13                   | 3,29                 | 89,3                 | 0                    | 0                    |                      |                      |
| 2005-2006  | Canadiens de Montréal      | LNH        | 6  | 3                | 2                | 0                | 312              | 14               | 2,69             | 90,8             | 1                | 0                | -                | -  | -                    | -                    | -                    | -                    | -                    | -                    | -                    |                      |                      |
| 2005-2006  | Bulldogs de Hamilton       | LAH        | 39 | 17               | 17               | 3                | 2 242            | 111              | 2,97             | 90,2             | 0                | 4                | -                | -  | -                    | -                    | -                    | -                    | -                    | -                    | -                    |                      |                      |
| 2006-2007  | Bulldogs de Hamilton       | LAH        | 44 | 23               | 14               | 5                | 2 540            | 119              | 2,81             | 90,5             | 1                | 2                | 1                | 1  | 0                    | 54                   | 1                    | 1,12                 | 94,4                 | 0                    | 0                    |                      |                      |
| 2007-2008  | Bulldogs de Hamilton       | LAH        | 38 | 11               | 19               | 4                | 2 064            | 113              | 3,28             | 89,3             | 0                | 0                | -                | -  | -                    | -                    | -                    | -                    | -                    | -                    | -                    |                      |                      |
| 2008-2009  | Islanders de New York      | LNH        | 31 | 10               | 17               | 3                | 1 760            | 84               | 2,86             | 91,0             | 2                | 0                | -                | -  | -                    | -                    | -                    | -                    | -                    | -                    | -                    |                      |                      |
| 2008-2009  | Sound Tigers de Bridgeport | LAH        | 10 | 7                | 3                | 0                | 611              | 23               | 2,26             | 92,0             | 0                | 0                | -                | -  | -                    | -                    | -                    | -                    | -                    | -                    | -                    |                      |                      |
| 2009-2010  | Devils du New Jersey       | LNH        | 12 | 3                | 2                | 1                | 467              | 16               | 2,06             | 92,3             | 0                | 0                | -                | -  | -                    | -                    | -                    | -                    | -                    | -                    | -                    |                      |                      |
| 2010-2011  | Amour Khabarovsk           | KHL        | 31 | 8                | 17               | 3                | 1 652            | 84               | 3,05             | 91,0             | 2                | 2                | -                | -  | -                    | -                    | -                    | -                    | -                    | -                    | -                    |                      |                      |
| 2011-2012  | Oilers d'Edmonton          | LNH        | 1  | 0                | 0                | 0                | 32               | 2                | 3,75             | 83,3             | 0                | 0                | -                | -  | -                    | -                    | -                    | -                    | -                    | -                    | -                    |                      |                      |
| 2011-2012  | Barons d'Oklahoma City     | LAH        | 43 | 26               | 14               | 2                | 2 545            | 88               | 2,07             | 92,4             | 5                | 2                | 14               | 8  | 6                    | 842                  | 33                   | 2,35                 | 90,1                 | 1                    | 0                    |                      |                      |
| 2012-2013  | Oilers d'Edmonton          | LNH        | 3  | 1                | 0                | 0                | 110              | 7                | 3,82             | 88,1             | 0                | 0                | -                | -  | -                    | -                    | -                    | -                    | -                    | -                    | -                    |                      |                      |
| 2012-2013  | Barons d'Oklahoma City     | LAH        | 47 | 26               | 15               | 6                | 2 775            | 120              | 2,59             | 91,1             | 2                | 0                | 17               | 10 | 7                    | 1 019                | 41                   | 2,41                 | 92,3                 | 1                    | 0                    |                      |                      |
| 2013-2014  | Phantoms de l'Adirondack   | LAH        | 31 | 9                | 11               | 4                | 1514             | 76               | 3,01             | 89,7             | 1                | 0                | -                | -  | -                    | -                    | -                    | -                    | -                    | -                    | -                    |                      |                      |
| 2014-2015  | Admirals de Norfolk        | LAH        | 11 | 5                | 6                | 0                | 640              | 29               | 2,72             | 91,4             | 2                | 0                | -                | -  | -                    | -                    | -                    | -                    | -                    | -                    | -                    |                      |                      |
| 2014-2015  | Wolf Pack de Hartford      | LAH        | 24 | 12               | 7                | 4                | 1 428            | 56               | 2,35             | 92,1             | 2                | 0                | 14               | 7  | 7                    | 887                  | 35                   | 2,37                 | 91,8                 | 0                    | 0                    |                      |                      |
| 2015-2016  | Devils d'Albany            | LAH        | 47 | 28               | 12               | 5                | 2 681            | 99               | 2,22             | 90,8             | 8                | 0                | 1                | 0  | 0                    | 20                   | 2                    | 6,00                 | 77,8                 | 0                    | 0                    |                      |                      |
| 2015-2016  | Devils du New Jersey       | LNH        | 2  | 0                | 1                | 0                | 51               | 4                | 4,71             | 77,8             | 0                | 0                | -                | -  | -                    | -                    | -                    | -                    | -                    | -                    | -                    |                      |                      |
| 2016-2017  | IceCaps de Saint-Jean      | LAH        | 25 | 11               | 9                | 4                | 74               | 1 487            | 2,99             | 90,2             | 1                | 0                | -                | -  | -                    | -                    | -                    | -                    | -                    | -                    | -                    |                      |                      |
| Totaux LNH | Totaux LNH                 | Totaux LNH | 55 | 17               | 22               | 4                | 2 733            | 127              | 2,79             | 90,8             | 3                | 0                | -                | -  | -                    | -                    | -                    | -                    | -                    | -                    | -                    |                      |                      |

## Trophées et honneurs personnels

### LHJAAAQ
- 1998-1999 : participe au match des étoiles.
- 1998-1999 : nommé dans l'équipe d'étoiles.

### LCHJA
- 1999-2000 : nommé dans l'équipe d'étoiles de l'Académie.
- 1999-2000 : meilleur pourcentage d'arrêts.
- 1999-2000 : meilleur pourcentage d'arrêts des séries éliminatoires.
- 1999-2000 : nommé dans l'équipe des recrues.
- 1999-2000 : remporte la Coupe Bogart.
- 1999-2000 : remporte la Coupe Fred Page.

### Université Brown
- 2000-2001 : remporte le Trophée Kevin R. Pope.
- 2001-2002 : nommé meilleur joueur.
- 2002-2003 : nommé meilleur joueur.

### ECAC
- 2001-2002 : nommé dans l'équipe académique.
- 2001-2002 : nommé dans la deuxième équipe d'étoiles.
- 2002-2003 : nommé dans l'équipe académique.
- 2002-2003 : nommé dans la deuxième équipe d'étoiles.
- 2003-2004 : nommé meilleur gardien.
- 2003-2004 : nommé joueur.
- 2003-2004 : nommé dans la première équipe d'étoiles.

### NCAA
- 2001-2002 : nommé dans la deuxième équipe d'étoiles de l'Est.
- 2003-2004 : nommé dans la première équipe d'étoiles de l'Est.
- 2003-2004 : finaliste pour le Trophée Hobey Baker.

### Ligue américaine de hockey
- 2005-2006 : participe au Match des étoiles avec la sélection canadienne.
- 2005-2006 : nommé meilleur joueur lors du Match des étoiles, à égalité avec Wade Flaherty.
- 2006-2007 : remporte la Coupe Calder.
- 2011-2012 : nommé dans la première équipe d'étoiles.
- 2011-2012 : remporte le trophée Aldege-« Baz »-Bastien.